# Аскаров, Марат Рафкатович
Мара́т Рафка́тович Аска́ров (род. 13 сентября 1972, Челябинск) — советский, белорусский, российский хоккеист, защитник. Российский тренер. Мастер спорта России.

## Биография
Воспитанник челябинского хоккея. В первенстве СССР дебютировал в сезоне 1990/91 в команде второй лиги «Химик» Новополоцк. В следующем сезоне перешёл в минское «Динамо», в 1993—1994 годах играл за «Тивали», в 1994 году — за «Химик»/«Полимир». Вернувшись в Россию, выступал за «Металлург» Магнитогорск (1995/96), ХК ЦСКА (1996), «Нефтяник» Альметьевск (1996/97), «Мечел» Челябинск (1997/98 — 2002/03, 2009/10 — 2010/11), «Молот-Прикамье» Пермь (2003/04), «Трактор» Челябинск (2004/05 — 2007/08), «Автомобилист» Екатеринбург (2007/08 — 2008/09). Два сезона (2011/12 — 2012/13) отыграл в команде чемпионата Казахстана «Арлан» Кокшетау.
Выступал за сборную Белоруссии.
Завершил карьеру игрока в 41 год и в 2013—2014 годах работал в «Арлане» тренером. Главный тренер «Ермака» Ангарск (17 декабря 2014—2015/16, 20 февраля 2017 — 29 сентября 2018). Главный тренер «Молота-Прикамье» (2016/17, до 11 декабря). В сезонах 2019/20 — 2021/22 — тренер в команде МХЛ «Белые медведи» Челябинск, с сезона 2022/23 — главный тренер команды. В сезона 2024/25 — главный тренер команды ВХЛ «Челмет».
Сын Максим (род. 1997) — хоккеист.
Дочь Марина (род. 2005)

## Достижения
- Бронзовый призёр чемпионата МХЛ (1995)
- Чемпион Высшей лиги (2004, 2006)
- Обладатель Кубка Казахстана (2012)